# Collet de Santa Maria
El Collet de Santa Maria és una collada de 558 metres d'altitud, dins el terme municipal de Sales de Llierca, a la Garrotxa.
Està situat a llevant del Coll del Bes, a la seva mateixa carena. És a la dreta del riu Borró, al sector nord-est del terme, molt a prop del límit amb el terme municipal d'Albanyà, al nord-est de Sant Miquel de Monteia.